# شاهرخ‌بیگ تاقی اوغلی
شاهرخ‌بیگ تاقی اوغلی از هواداران شاه اسماعیل دوم بود که پس از حبس شدن اسماعیل میرزا در زندان قلعه قهقهه به قلعه اصطخر تبعید گردید. سفره‌چی سمت شاهرخ‌بیگ تاقی اوغلی بود.